# Phegeavlinder
De phegeavlinder (Amata phegea) is een vlinder uit de familie van de spinneruilen (Erebidae) en de onderfamilie van de beervlinders (Arctiinae). De wetenschappelijke naam van de soort werd in 1758 als Sphinx phegea gepubliceerd door Carl Linnaeus in de tiende editie van Systema naturae.
De spanwijdte van de vlinder bedraagt tussen de 34 en 40 millimeter.
De phegeavlinder vliegt van eind mei tot half augustus in één generatie per jaar. De rups overwintert in een spinselnest en verpopt in de maand mei onder de grond.
Waardplanten van de vlinder zijn weegbree, zuring, walstro, grassen, paardenbloem, duifkruid en andere lage planten.
In Nederland komt de vlinder voor in de buurt van Bergen op Zoom en in het midden van Limburg (bijvoorbeeld in de Meinweg, het Swalmdal en het Leudal). Ook in het Leenderbos bij Leende komt een populatie voor. In juni 2011 werd de vlinder ook zeer talrijk waargenomen op de Strabrechtse Heide bij Heeze en in de bossen van Someren. In 2014 zijn er enkele honderden in de bossen bij Valkenswaard aangetroffen. In 2017 zijn er ook grote aantallen waargenomen in Griendtsveen, Noord Limburg. Daarbuiten zijn er zeldzaam zwervers te zien. Ook in België zijn enkele kleine populaties in het noorden en midden van het land. In Zuid- en Centraal-Europa, Klein-Azië en de Kaukasus is de vlinder meer algemeen.